# Akademia Połocka

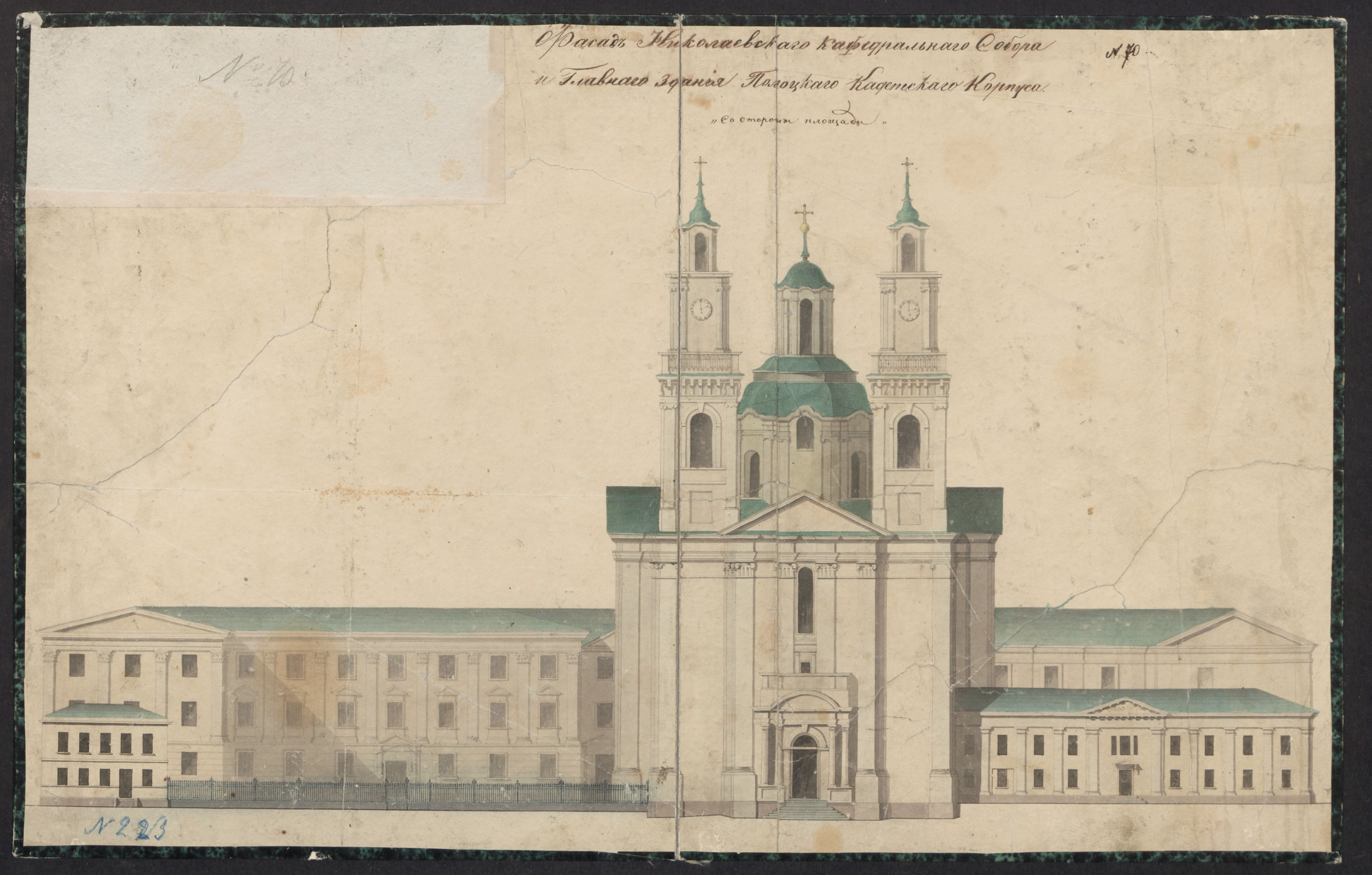
Kościół św. Stefana i budynek dawnej Akademii w latach 60. XIX w.

Akademia Połocka – rosyjski uniwersytet w Połocku istniejący w latach 1812–1820.

## Dzieje Uniwersytetu
Akademia Połocka była kontynuatorką kolegium jezuitów w Połocku, uczelni jezuickiej założonej w 1582 przez króla Stefana Batorego. Po I rozbiorze Połock stał się częścią Imperium Rosyjskiego. Kasata zakonu jezuitów w 1773 nie weszła w życie na terenie Rosji i kolegium działało do 1812, kiedy to zostało przekształcone w akademię na prawach uniwersytetu.
Otwarcie poprzedził ukaz carski Aleksandra I z 2/15 stycznia 1812 roku, ogłoszony w Połocku w języku polskim i rosyjskim w dniu 15/28 czerwca 1812 roku. Akademia Połocka dorobiła się filii w Krasławiu, Mohylowie, Romanowie, Petersburgu, Astrachaniu, Rydze, Odessie. Zamknięto ją w 1820 roku w następstwie kasaty Towarzystwa Jezusowego i wypędzenia jezuitów z zaboru rosyjskiego. Akademię zamknięto w 1820 roku, a kadra profesorska rozjechała się po świecie. I tak filozof i profesor Akademii, Wincenty Buczyński wykładał na Uniwersytecie w Louvain, a Franciszek Dzierożyński utworzył sieć szkół katolickich w USA. W roku zamknięcia Akademia liczyła około 700 studentów i 30 profesorów, w szkołach jej podległych – ok. 2300 uczniów.
Duchowym spadkobiercą Akademii Połockiej jest Bobolanum w Warszawie, część Papieskiego Wydziału Teologicznego (PWT), który składa się z dwóch Sekcji: św. Andrzeja Boboli (Bobolanum) i św. Jana Chrzciciela. W obowiązujących obecnie statutach wspomina się o tym, że Bobolanum „posiada historyczne powiązania z Akademią Połocką założoną przez zakon Towarzystwa Jezusowego i rząd rosyjski w 1812 roku”. W kościele połockim złożono trumnę św. Andrzeja Boboli, patrona Bobolanum i od 16 maja 2002 roku Patrona Polski. Relikwie Męczennika pozostały w Połocku (do 1922 roku), zaś jezuici z Akademii musieli opuścić miasto w roku 1820: po wypędzeniu z zaboru rosyjskiego przybyli do Małopolski (wówczas Galicja pod zaborem austriackim), gdzie w końcu studium teologiczne znalazło siedzibę w Krakowie.

## Struktura uczelni
Akademia Połocka miała 3 wydziały: teologii, filozofii oraz nauk wyzwolonych i filologii klasycznej i współczesnej. W krótkim okresie działalności Akademia nadała ponad 100 tytułów doktora teologii i obojga praw. Cieszyła się na Kresach wielką popularnością, konkurując z Uniwersytetem Wileńskim także doskonałą i międzynarodową kadrą profesorską. Uczelnia miała bogatą bibliotekę (zagrabioną i wywiezioną do Petersburga po wypędzeniu jezuitów z Akademii), doskonale wyposażone pracownie naukowe, drukarnię oraz wydawała własne pismo, Miesięcznik Połocki. Akademia sprawowała nadzór nad placówkami w Czeczersku, Dźwińsku, Mohylewie, Mścisławiu, Orszy i Witebsku.

## Rektorzy
| Antoni Lustyg      | 1812–1814 |
| Alojzy Landes      | 1814–1817 |
| Rajmund Brzozowski | 1817–1820 |

## Profesorowie i wykładowcy 1812–1820
- Józef Angiolini
- Bazyli Arciszewski
- Karol Balandret
- Filip Beatrix-Sacchi
- Ignacy Brzozowski
- Rajmund Brzozowski
- Wincenty Buczyński
- Antoni Calebotta
- Paweł Ciechanowiecki
- Leopold Chludziński
- Ignacy Chmielewski
- Ignacy Chodykiewicz
- Józef Cytowicz
- Augustyn Czarnocki
- Paweł Dunin
- Franciszek Dzierożyński
- Grzegorz Felkerzamb
- Franciszek Gavot
- Karol Gentil
- Piotr Hawryłowicz
- Kazimierz Hłasko
- Jan Hochbichler
- Ignacy Iwicki
- Michał Kawecki
- Antoni Kirkor
- Konstanty Kisiel
- Piotr Lange
- Michał Leśniewski
- Rafael Markijanowicz
- Jan Menet
- Antoni Michałowski
- Mateusz Molinari
- Idzi Orłowski
- Jakób Pierling
- Ignacy Pietroboni
- Stanisław Piotrowicz
- Klemens Piotrowski
- Ignacy Poczobut
- Maurycy Połoński
- Samuel Rahoza
- Dezyderiusz Richardot
- Jan Rozaven
- Alojzy Russnati
- Aleksander Saprynowski
- Franciszek Schmitijan
- Ignacy Skrocki
- Franciszek Xawery Stachowski
- Mikołaj Suszczewski
- Jan Swarecki
- Michał Tomaszewicz
- Bonawentura Villaume
- Józefat Zaleski
- Stefan Załęski
- Antoni Zarazek
- Wincenty Żołądź

## Słynni polscy studenci
W Akademii Połockiej studiowali między innymi: pisarz Jan Barszczewski, filozof Anioł Dowgird, filolog Stanisław Czerski, późniejszy arcybiskup Antoni Fijałkowski, archeolodzy: Justyn Karnicki i Marcin Łaski, historyk Konstanty Tyszkiewicz, malarz Walenty Wańkowicz, jezuita, teolog i późniejszy wykładowca uczelni Wincenty Buczyński.